# Calliostoma jujubinum
Calliostoma jujubinum är en snäckart som först beskrevs av Gmelin 1791.  Calliostoma jujubinum ingår i släktet Calliostoma och familjen Calliostomatidae.

## Underarter
Arten delas in i följande underarter:
- C. j. tampaense
- C. j. jujubinum